# Communes de la province de Monza et de la Brianza
Liste des 55 communes de la province de Monza et Brianza, dans la région Lombardie, en Italie (à partir de 2009).

- Haut – A
- B
- C
- D
- E
- F
- G
- H
- I
- J
- K
- L
- M
- N
- O
- P
- Q
- R
- S
- T
- U
- V
- W
- X
- Y
- Z

## A
- Agrate Brianza
- Aicurzio
- Albiate
- Arcore

## B
- Barlassina
- Bellusco
- Bernareggio
- Besana in Brianza
- Biassono
- Bovisio-Masciago
- Briosco
- Brugherio
- Burago di Molgora
- Busnago

## C
- Camparada
- Caponago
- Carate Brianza
- Carnate
- Cavenago di Brianza
- Ceriano Laghetto
- Cesano Maderno
- Cogliate
- Concorezzo
- Cornate d'Adda
- Correzzana

## D
- Desio

## G
- Giussano

## L
- Lazzate
- Lentate sul Seveso
- Lesmo
- Limbiate
- Lissone

## M
- Macherio
- Meda
- Mezzago
- Misinto
- Monza
- Muggiò
- Nova Milanese

## O
- Ornago

## R
- Renate
- Roncello
- Ronco Briantino

## S
- Seregno
- Seveso
- Sovico
- Sulbiate

## T
- Triuggio

## U
- Usmate Velate

## V
- Varedo
- Vedano al Lambro
- Veduggio con Colzano
- Verano Brianza
- Villasanta
- Vimercate